# Onuca, Mureș

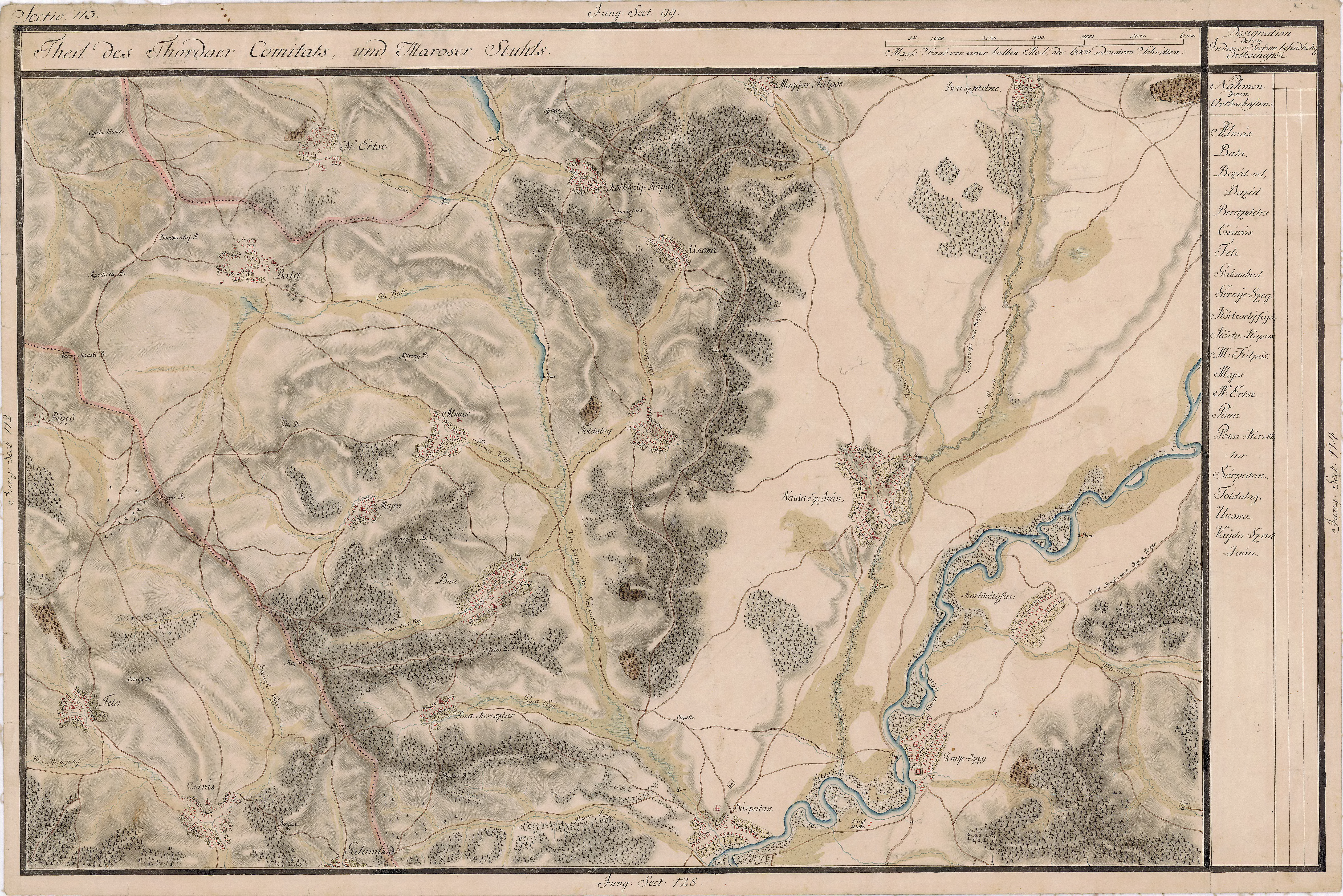
Fărăgău în Harta Iosefină a Transilvaniei, 1769-1773

Onuca (în maghiară: Unoka) este un sat în comuna Fărăgău din județul Mureș, Transilvania, România.